# Ettlingen
Ettlingen település Németországban, azon belül Baden-Württembergben. Lakosainak száma 39 763 fő (2023. december 31.). Ettlingen Karlsruhe, Waldbronn, Karlsbad, Marxzell, Malsch és Rheinstetten községekkel határos.

## Városrészei
A következő településeket beolvasztattak Ettlingenbe:
Bruchhausen, Ettlingenweier, Oberweier, Schluttenbach, Schöllbronn és Spessart.

## Népesség
A település népessége az elmúlt években az alábbi módon változott:
| Lakosok száma | 26 899 | 30 093 | 35 455 | 36 995 | 37 168 | 38 630 | 38 420 | 38 875 | 38 819 | 39 763 |
|               | 1961   | 1967   | 1974   | 1980   | 1987   | 1993   | 2000   | 2006   | 2013   | 2023   |

Ettlingen
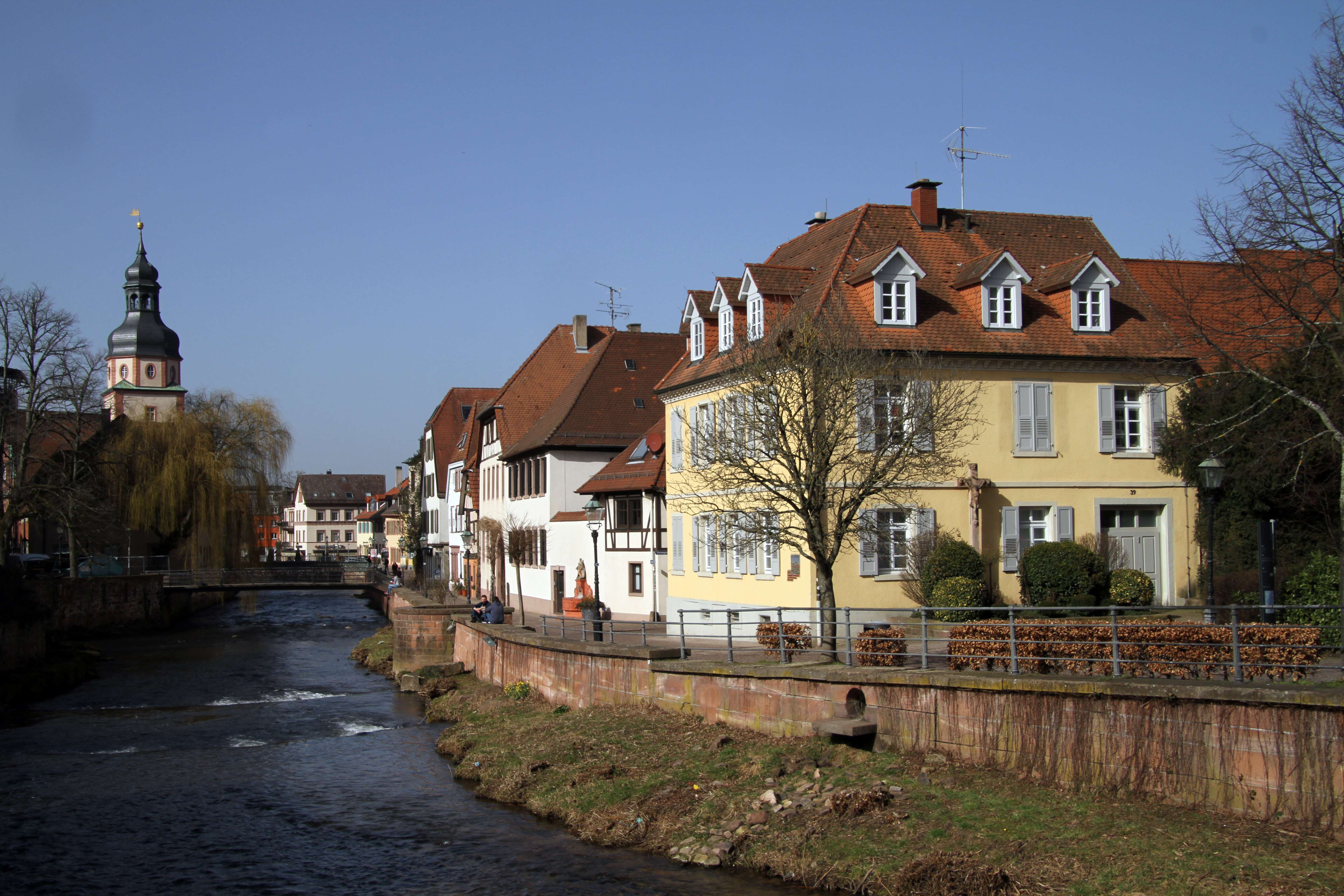
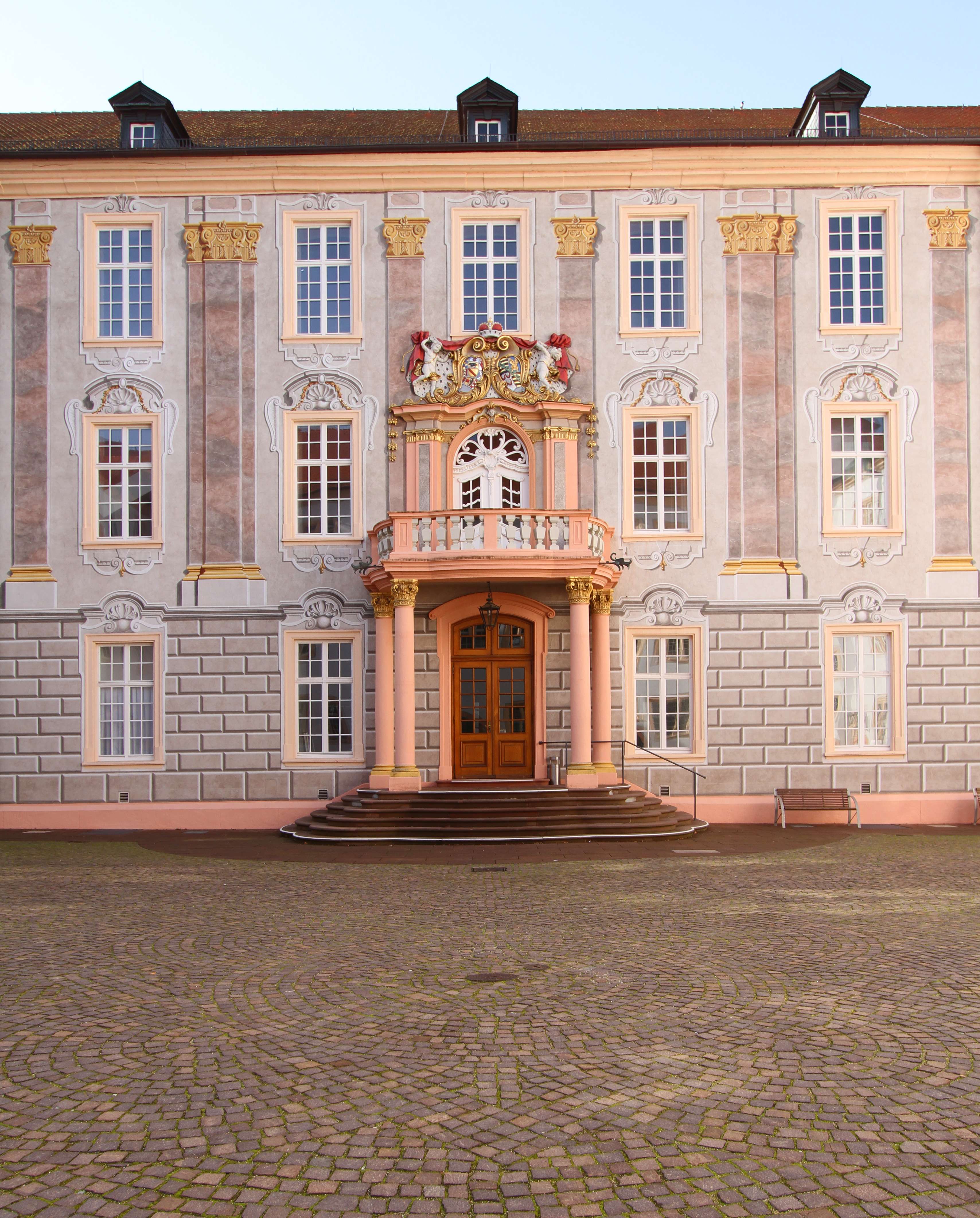
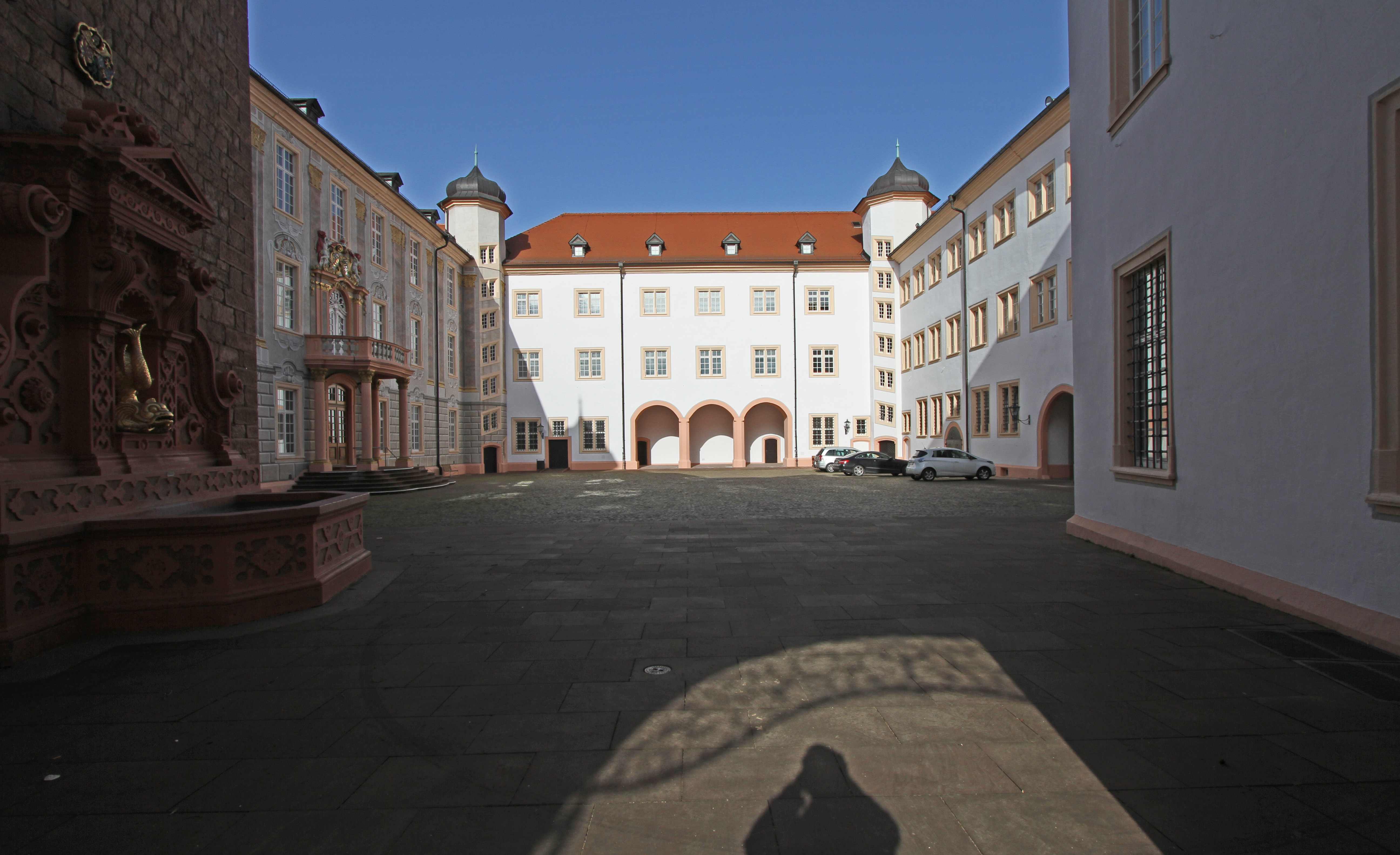
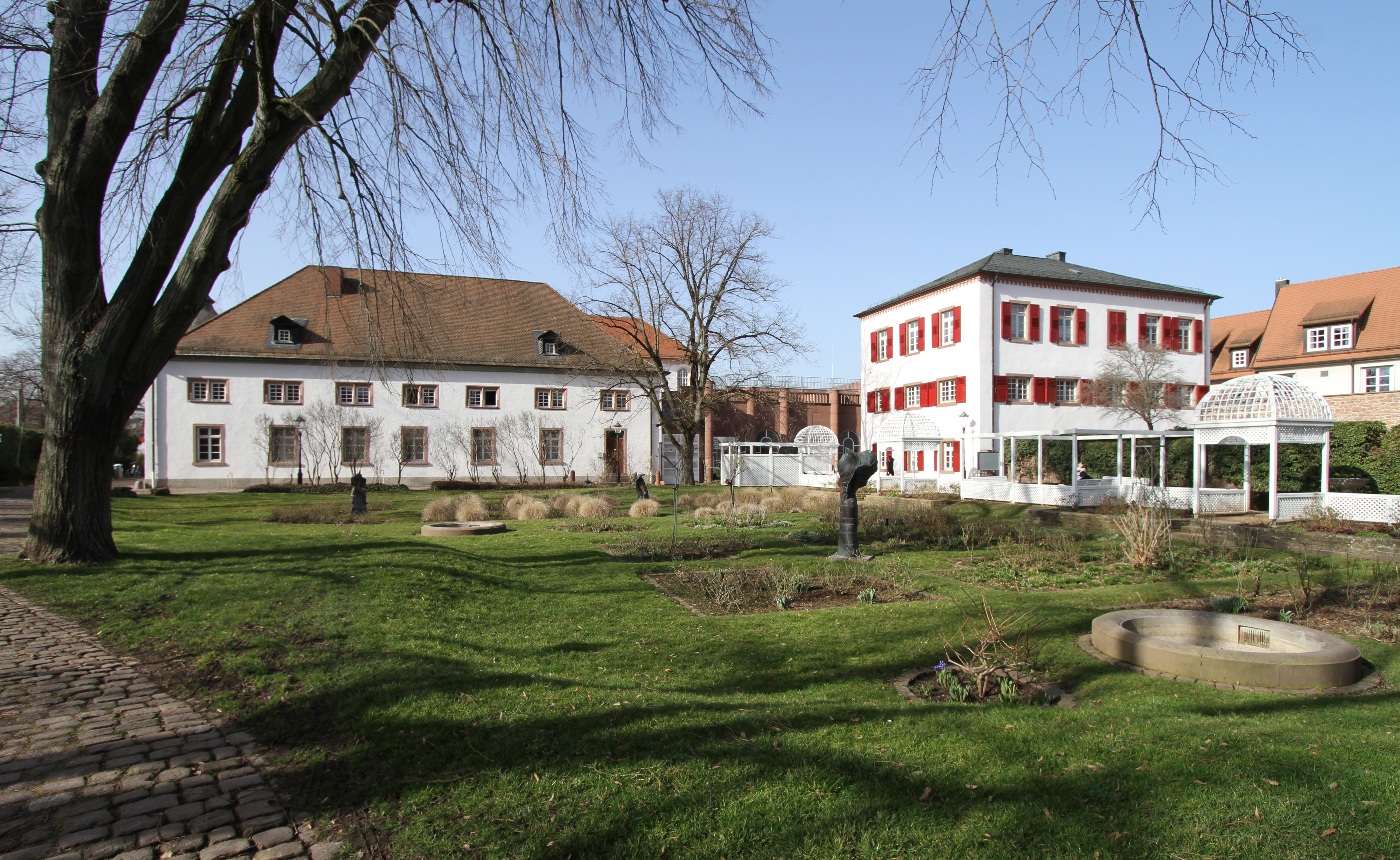
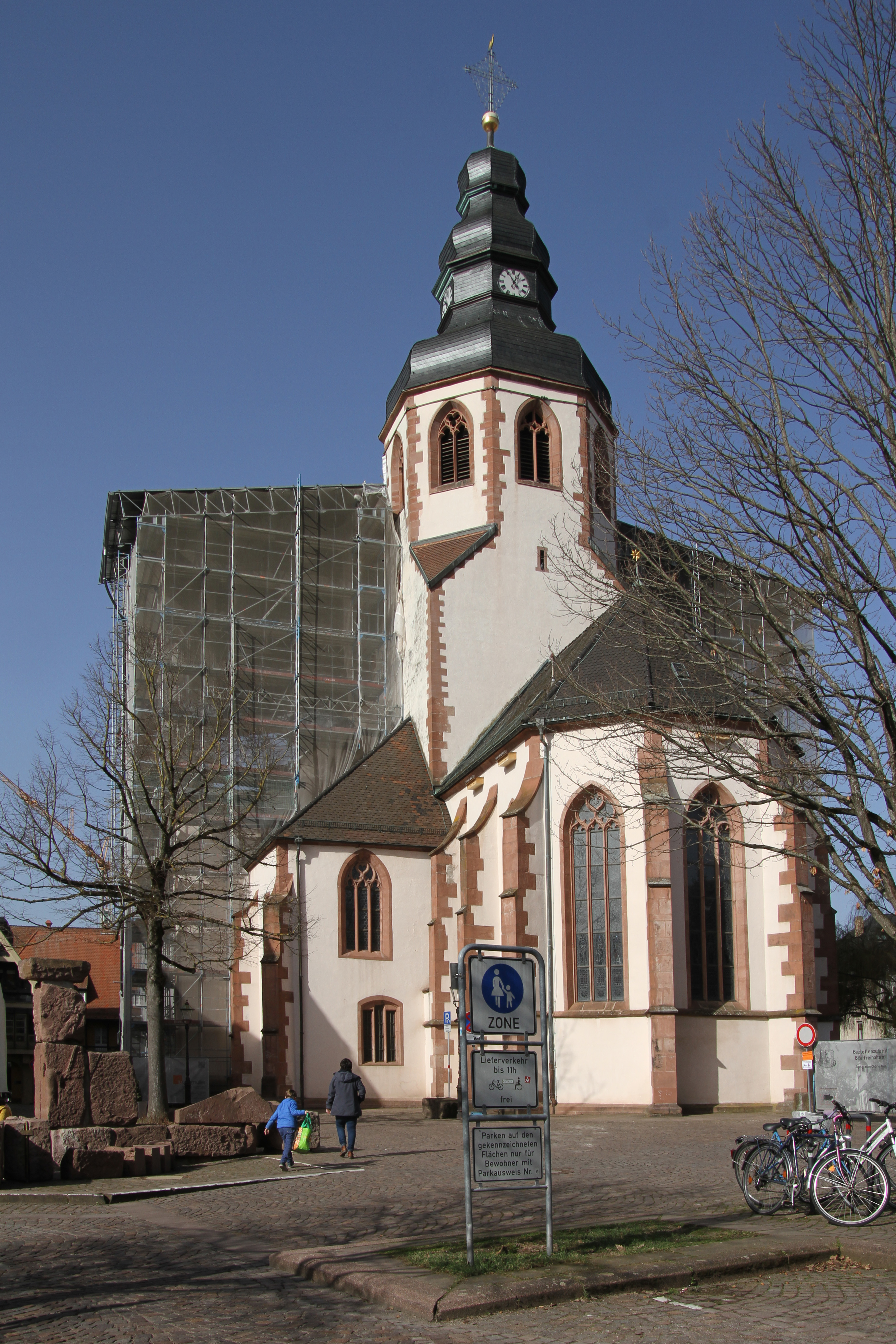
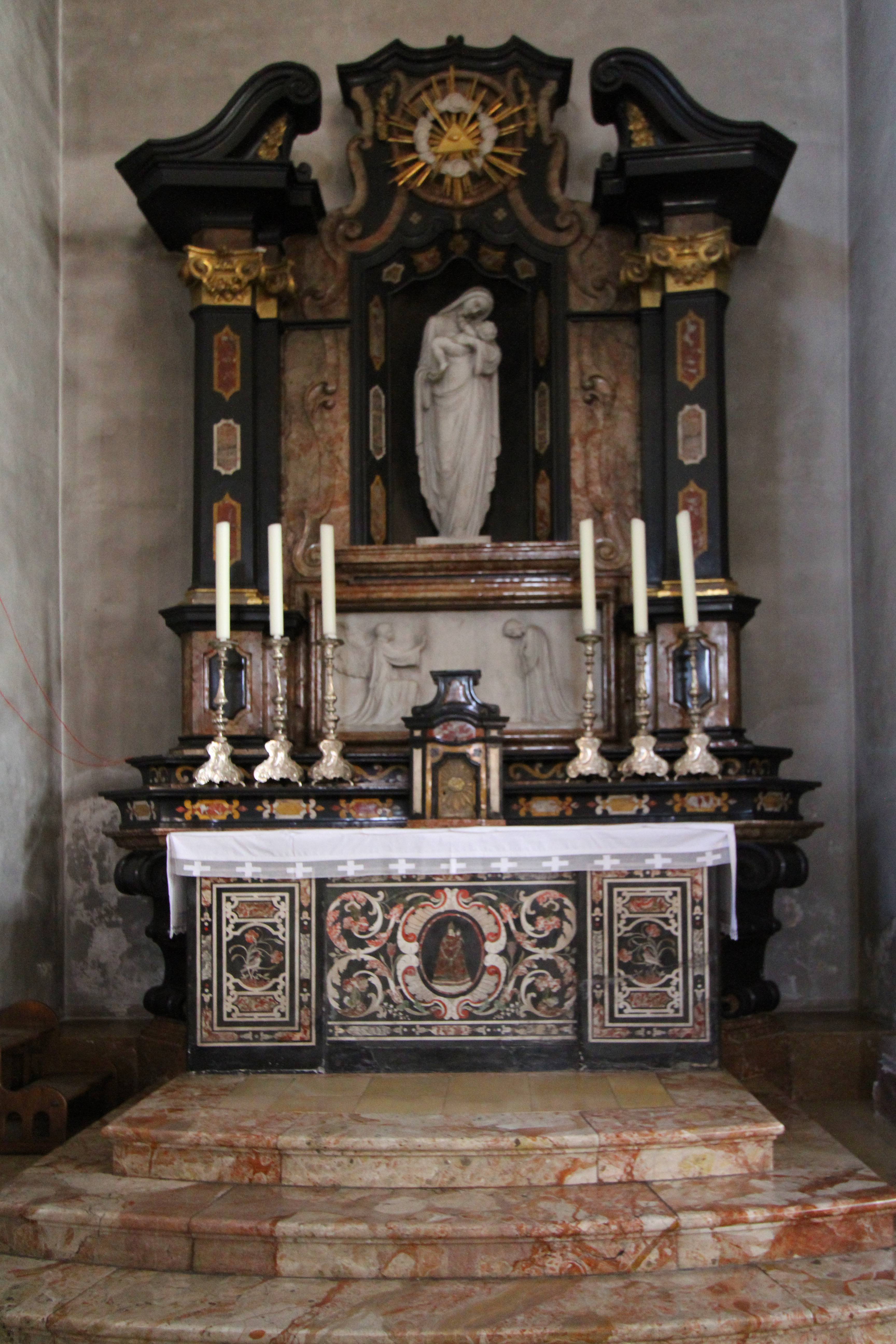
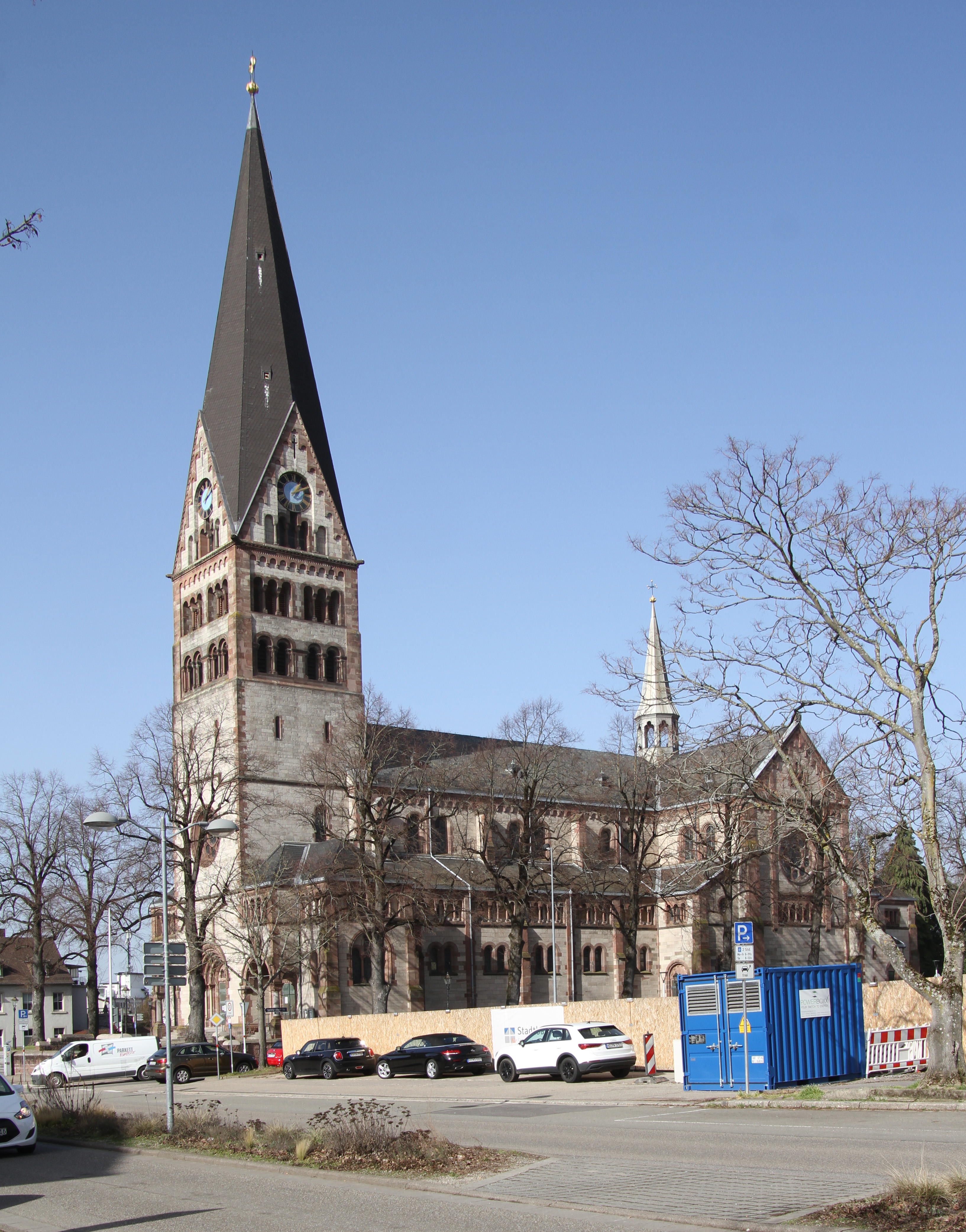
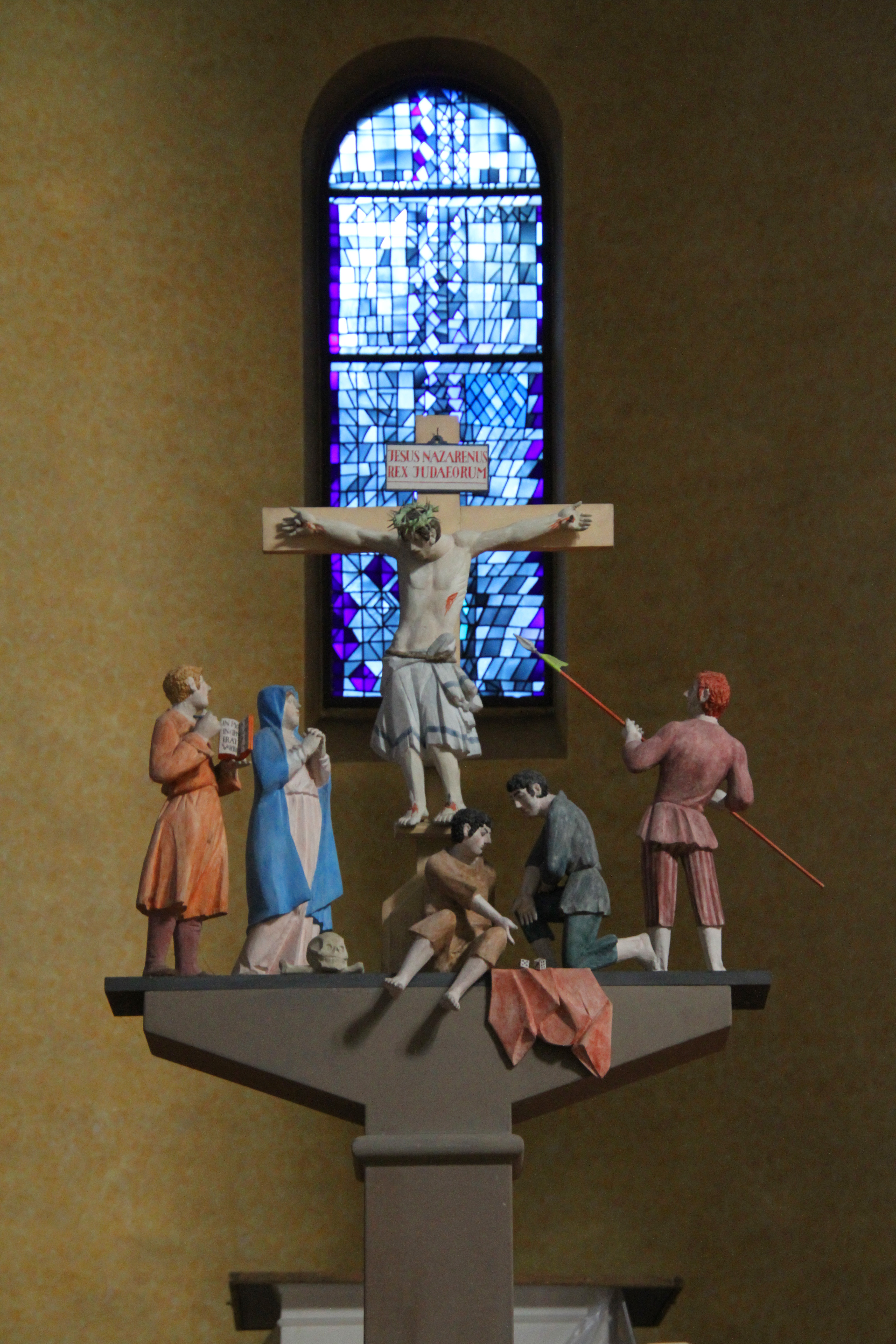
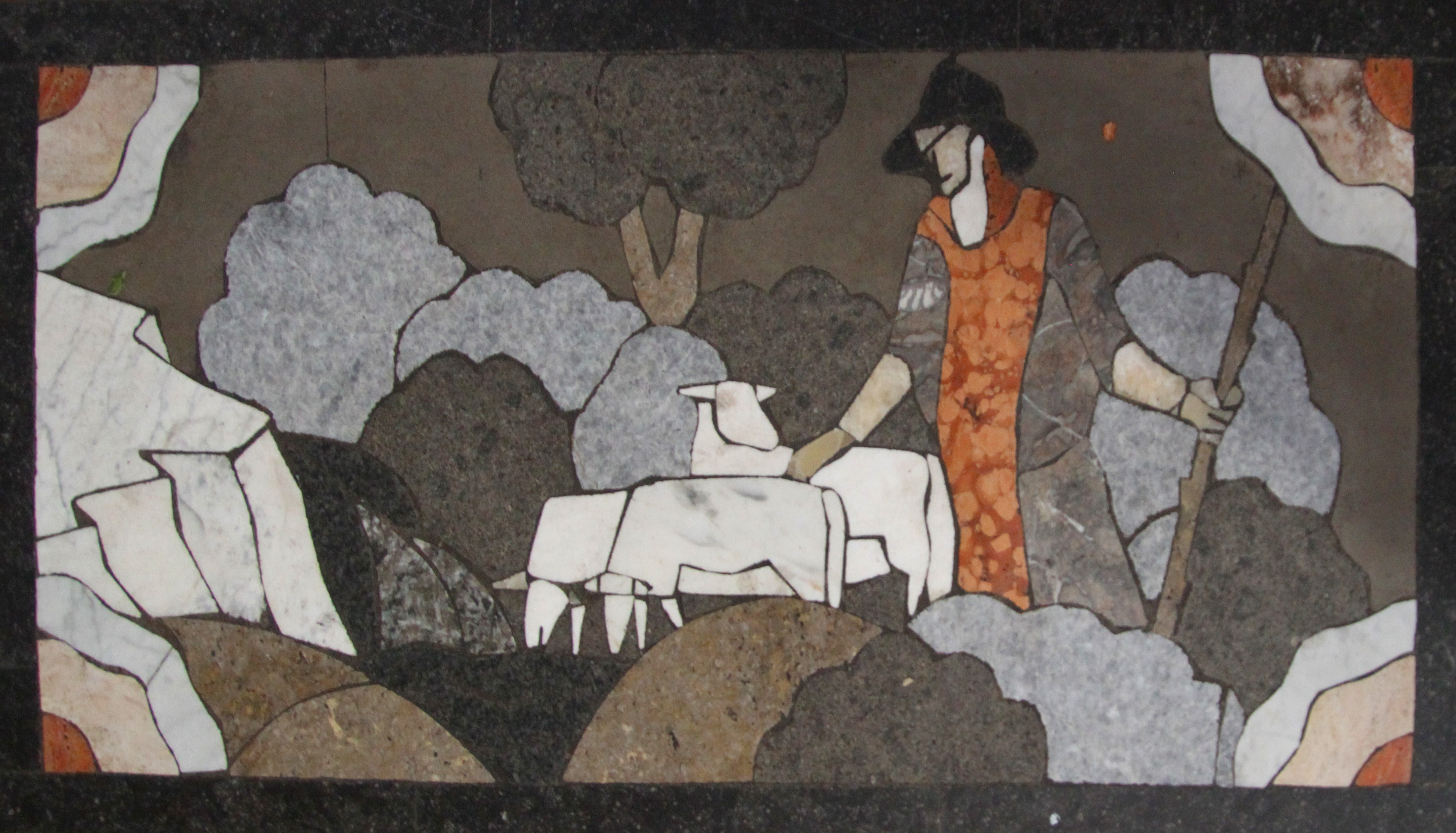